# Hôtel Forbin de Sainte-Croix
L'hôtel Hôtel Forbin de Sainte-Croix est un bâtiment situé à Avignon, dans le département de Vaucluse.

## Histoire
Au XIVe siècle s'élevait à cet emplacement la livrée cardinalice de Poitiers. Elle a été occupée entre 1381 et 1394 par Pierre de Luna, le pape Benoît XIII, considéré comme un antipape par l'église catholique,  le dernier à avoir séjourné à Avignon, de 1394 à 1403. Il y a été remplacé par le cardinal Guy de Malesec, évêque de Poitiers. L'empereur Sigismond de Luxembourg a séjourné dans cette livrée entre le 22 décembre 1415 et le 12 janvier 1416.
En 1473, la livrée est cédée par les chanoines de la cathédrale Notre-Dame-des-Doms à Astorge Aimery qui a été évêque de Saint-Paul-Trois-Châteaux en 1478. Elle est acquise par 400 florins par le cardinal Julien de la Rovère qui y a installé le collège du Roure le 22 août 1476 qu'il avait fondé pour étudier le droit civil et le droit canon. Dès cette époque un arceau permettait de franchir la rue des Masses, aujourd'hui rue Bouquerie, et servait à réunir la grande et la petite livrée de Poitiers.
Des travaux sont faits dans le collège par François de Royers de La Valfrenière, en 1641-1642, et Pierre II Mignard dresse une nouvelle façade entre 1697 et 1702. En 1709, le collège du Roure est uni au collège Saint-Nicolas d'Annecy, appelé le « Grand Collège ». Les collégiens y sont installés. 
Les bâtiments du collège devenus vacants sont vendus en 1712 à Jean-Baptiste Raynaud de Forbin de Barthélemy de Galéans des Issarts, seigneur de Sainte-Croix. À partir de 1718 il fait reconstruire l'hôtel actuel sur les plans de Jean-Baptiste Franque comme semble le montrer une lettre que lui écrit le marquis de Forbin le 15 juillet 1722, mais a probablement conservé la façade construite par Pierre Mignard en la dotant d'un nouveau portail.
L'hôtel est confisqué à la Révolution. Il accueille alors le Directoire du département en 1793, puis, en 1798, l'administration du département. Après la création des préfets par le premier Consul avec la loi du 28 pluviôse, an VIII (17 février 1800). Jean Pelet de la Lozère, premier préfet du département s'y installe le 27 mars 1800. La propriété de l'hôtel est restituée à la famille Forbin à la Restauration mais il est loué par l'État. L'hôtel est finalement acheté par l'État le 2 novembre 1822.
Des travaux d'aménagement ont été faits au XIXe siècle pour y installer les services du département, puis le préfet en 1811 et 1824. La plus importante campagne de travaux est faite en 1844 et 1846 par l'architecte attaché au conseil des Bâtiments civils du département du Vaucluse, Prosper Renaux (1793-1852),. D'autres travaux d'aménagements ont dû être faits pour le séjour de Napoléon III et l'impératrice Eugénie, en 1860.

## Protection
L'hôtel est inscrit au titre des monuments historiques le 4 octobre 1932.